# Peterlee
Pour les articles homonymes, voir Peter Lee.
Peterlee est une ville anglaise située dans le comté de Durham, au Royaume-Uni. En 2011, sa population était de 20 164 habitants.

## Jumelage
- Nordenham (Allemagne) depuis 1981[2]

## Personnalités liées à la ville
- Roland Boyes (1937-2006), personnalité politique britannique du parti travailliste, photographe amateur et, à la retraite, collecteur de fonds pour la recherche sur la maladie d'Alzheimer, y est mort ;
- Callum Cooke (1997-), joueur de football, y est né.